# پسکو سانیتا
پسکو سانیتا (به ایتالیایی: Pesco Sannita) یک کومونه در ایتالیا است که در استان بنونتو واقع شده‌است. پسکو سانیتا ۲۴٫۱ کیلومتر مربع مساحت و ۱٬۹۷۶ نفر جمعیت دارد و ۳۹۳ متر بالاتر از سطح دریا واقع شده‌است.